# علم اجتماع الهجرة
يشمل علم اجتماع الهجرة أو سوسيولوجيا الهجرة التحليلَ الاجتماعي للهجرة، خاصة بالنسبة للأعراق والإثنية والبناء الاجتماعي والحياة السياسية. تشمل تلك الدراسة مفاهيم مهمة مثل الاستيعاب الثقافي، والتثقيف الاجتماعي، والتهميش الاجتماعي، والتنوع الثقافي، وما بعد الاستعمارية، وعبر الحدودية، وتماسك الجماعة.

## نبذة تاريخية

### القرن العشرون
تسارعت وتيرة الهجرة العالمية أثناء القرن العشرين، خاصة في النصف الأول منه. لجأ العديد من المهاجرين الأوروبيين إلى الولايات المتحدة بسبب الحربين العالميتين الأولى والثانية. وصم الأمريكيون المهاجرين الأوروبيين ووصفوهم بالخطر على الثقافة الأمريكية، خاصة بعد انتهاء الحرب العالمية الأولى. مرر الكونغرس الأمريكي قانون الهجرة لسنة 1924، ليضع حصصًا محددة لدخول المهاجرين للولايات المتحدة.
تراجعت الوصمة المرتبطة بالمهاجرين منذ ستينيات القرن العشرين حتى تسعينياته، بأنهم «سارقو الوظائف» أو أنهم «مجرمون»، وبدأ الأمريكيون ينظرون للمهاجرين باعتبارهم مساهمين في الاقتصاد الأمريكي والثقافة الأمريكية والحياة السياسية في الدولة. أثرت هذه الحملات السلبية من التنميط للمهاجرين (المعروف في علم الاجتماع باسم نظرية الوصم) على أفعالهم في المجتمع وصورتهم عن أنفسهم، خاصة خلال النصف الأول من القرن العشرين، إلا أن المهاجرين بدؤوا بالاندماج في المجتمع بمزيد من السهولة وتمكنوا من تكوين شبكات اجتماعية ساهمت في حصولهم على رأس مال اجتماعي، ممثلًا في معلومات ومعرفة عن الناس والأشياء والاتصالات التي ساعدت الأفراد على الدخول في المجتمع واكتساب النفوذ فيه.

### القرن الحادي والعشرون
درس علماء الاجتماع ظاهرة الهجرة عن قرب في القرن الحادي والعشرين. شهد القرن الحادي والعشرون هجرة من آسيا والشرق الأوسط وأمريكا اللاتينية، مقارنة بهجرة الأوروبيين إلى الولايات المتحدة أثناء القرن العشرين. منذ عام 2000 إلى عام 2001، اهتم علماء الاجتماع بالتكاليف الناجمة عن الهجرة والفوائد المتعلقة بها على المؤسسات الأمريكية وعلى الثقافة والاقتصاد والأمن القومي. ركز علماء الاجتماع على نبرة العداء لهجرة مواطني الشرق الأوسط من الأمريكيين بعد هجمات 11 سبتمبر على مركز التجارة العالمي. درس منظِّرو البنائية الوظيفية تأثير الهجرة الجماعية، الناتجة عن الحروب والفزع الاقتصادي والإرهاب، على المؤسسات الاجتماعية للأمة المستضيفة، والقانون الدولي، ومعدلات التذويب الاجتماعي. وحلل منظِّرو نظرية الصراع الاجتماعي، بالتحديد، الصراع في سوق العمل، الناتج عن زيادة المنافسة؛ أي التنافس بين المهاجرين والسكان الأصليين حول الوظائف والحراك الاجتماعي. وبسبب ازدياد معدلات الهجرة العالمية، يولي علم الاجتماع اهتمامًا خاصًا لمتابعة الهجرة في القرن الحادي والعشرين، وارتباطه بنظريات علم الاجتماع الرئيسة مثل التفاعلية الرمزية والصراع الاجتماعي والبنائية الوظيفية (نظرية النسق الاجتماعي).

### تغيرات الأجيال
يصيغ علماء الاجتماع في الدراسات الاجتماعية تعريفات محددة لأجيال الهجرة المختلفة. تُستخدم كلمة «هجرة» في علم الاجتماع «لقياس المسافة من الدولة القديمة». يعني ذلك أن المهاجرين، في حالة الهجرة للولايات المتحدة من دولة أخرى، يُعتبرون «الجيل الأول» من المهاجرين، وأبناءهم ذوي النشأة الأمريكية من «الجيل الثاني» من المهاجرين، وأحفادهم من «الجيل الثالث».
أظهر الجيل الأول والثاني والثالث اختلافات مميزة عن بعضهم خلال منتصف القرن العشرين في الولايات المتحدة. نشأت هوية اجتماعية مميزة في الثقافة الأمريكية وفي نفوس أبناء مهاجري الجيل الثاني، بسبب بنوتهم لمهاجرين شهدوا أحداثًا تاريخية في منتصف القرن العشرين. لاحظ المؤرخ الأمريكي ماركوس لي هانسين في ثلاثينيات القرن العشرين «الاختلافات المميزة في المواقف تجاه الهوية الإثنية بين مهاجري الجيل الثاني والجيل الثالث». فبينما كان الجيل الثاني متوجسًا بشأن الذوبان في المجتمع، استثمر الجيل الثالث نفسه في الهوية الإثنية، التي يعرّفها عالم الاجتماع دالتون كونلي باعتبارها «الولاء الإثني للفرد». وعلى الرغم من ذلك، يذوب مهاجرو القرن الحادي والعشرين بصورة تفوق أسلافهم من القرن العشرين، خاصة بالنسبة لاستخدام الإنجليزية -بين المهاجرين للولايات المتحدة- بصفتها اللغة الأولية للتواصل.
وبينما يتشارك المهاجرون الحاليون خلفيات إثنية وثقافية، فهناك اختلافات على مستوى الحراك الاجتماعي والإنجاز الاقتصادي والحصول على التعليم والعلاقات العائلية بين أعضاء هذه الأجيال.

## ثلاث وجهات نظر اجتماعية

### التفاعلية الرمزية
التفاعلية الرمزية نظرية «على المستوى الميكروي الذي يتشارك المعاني والتوجهات والافتراضات من الدوافع البدائية خلف أفعال البشر». تركز هذه النظرية، على عكس علم الاجتماع الماكروي، على التفاعلات المباشرة بين الناس التي تشكل العالم الاجتماعي.
استُخدمت نظرية التفاعل الرمزي لفهم الكيفية التي يتشكل بها إدراك وتصورات المهاجرين. ازداد عدد المهاجرين إلى الولايات المتحدة منذ عام 1965. أظهرت استطلاعات الرأي العام أن «نسبة الأمريكيين المعارضين للهجرة قبل عام 1965 مباشرة كانت ضئيلة للغاية، لكنها بدأت في الارتفاع بصورة ملحوظة منذ 1965 حتى السبعينيات وما بعدها». تصدر وسائل الإعلام صورًا سلبية عن المهاجرين، ولهذا السبب ينظر إليهم السكان الأصليون نظرة سلبية. يُعتبر قانون المسؤولية الشخصية والتصالح بشأن فرص العمل لسنة 1996 من أسباب حدة الخطاب المعارض للهجرة والحركات الاجتماعية في الولايات المتحدة. ظن الأمريكيون أن الجماعات المهاجرة تمثل خطرًا عليهم. نشأ الخوف من الأجانب من احتمالية تأثيرهم على الثقافة الراسخة، مثل اللغة الأصلية للبلد، ما أدى إلى عداء ومزيد من الاستقطاب. توضح تلك الأمثلة أهمية الصفات الأصيلة للمهاجرين في تشكيل تصور الآخرين عنهم، وكيفية تصورهم لأنفسهم. على سبيل المثال، الوصمة التي يتعرض لها المكسيكيون المهاجرون للولايات المتحدة لوصمة «تعزز من المكانة المتدنية والتصور المتدني للمكسيكيين الأمريكيين». وعندما يتشبع المكسيكيون بهذا التصور عن عرقهم، فإنهم يتصرفون بناء عليه ويعززون هذا التصور مرة أخرى.
يُعتبر صعود رهاب الإسلام (الإسلاموفوبيا) في الولايات المتحدة من الأمثلة على التفاعلية الرمزية على أرض الواقع. فبعد هجمات 11 سبتمبر 2001 على مركز التجارة العالمي، واجه العرب والمسلمون (واللاتينيون والمهاجرون من جنوب آسيا وغيرهم من الأفراد الذين اعتُقد أنهم مسلمون بالخطأ بناءً على لون جلدهم أو ملابسهم أو الولاءات المؤسسية) موجة من العنف غير المسبوق؛ بسبب افتراض أنهم إرهابيون يريدون إيذاء المواطنين الأمريكيين. تعرض المسلمون والعرب لجرائم كراهية بعد 11 سبتمبر، بناءً على صفاتهم الشخصية مثل الملابس واللهجة وشعر الوجه ولون الجلد. من وجهة نظر التفاعلية الرمزية، نتجت الهجمات العنيفة ضد المسلمين والعرب من الافتراضات المشتركة والمعاني التي نسبها الأمريكيون للعرب والمسلمين.

### الصراع الاجتماعي
نظرية الصراع الاجتماعي هي وجهة نظر اجتماعية ترى المجتمع في صراع مستمر على السلطة والموارد. تنص تلك النظرية على أن التنافس بين المصالح المختلفة هو الوظيفة المركزية للمجتمع. يعتقد منظِّرو الصراع الاجتماعي أن التنافس على السلطة والموارد هو أساس التغيير الاجتماعي.
حلل المؤيدون والمعارضون للهجرة تلك الظاهرة منذ القرن التاسع عشر اعتمادًا على دراسة التأثيرات الاقتصادية للهجرة على الاقتصاد القومي وقوة العمل. جادل المعارضون لارتفاع معدلات الهجرة بأن الحد منها «يحسن من الاقتصاد الخاص بالعمال الأصليين». يجادل المعارضون بأن الهجرة ترفع من معدلات البطالة بين العمال الأصليين. والسبب هو أن المهاجرين يتنافسون مع العمال الأصليين على الوظائف والموارد. يؤدي هذا التصاعد التنافسي إلى المزيد من الوظائف للمهاجرين، لأن عمل المهاجر ذي المهارة العالية الذي لا يعرف الإنجليزية بعد سيكون أقل تكلفة بالنسبة لصاحب العمل من استئجار عمال قليلي المهارة من الأمريكيين. لكن المؤيدين للهجرة يجادلون بأنها تحسن من اقتصاد البلاد بسبب دخول المزيد من القوة العاملة إلى سوق العمل، ما يزيد من إنتاجية الاقتصاد ويزيد التنافس في سوق العمل. ويضيف المؤيدون أن السكان الأصليين يستفيدون من الهجرة لأن «المهاجرين يزيدون من الطلب على البضائع والخدمات التي يقدمها العمال الأصليين». يقترح منظرو الصراع الاجتناعي أن التنافس بين العمال الأصليين والعمال المهاجرين، على الإنجاز الاقتصادي والحراك الاجتماعي، يقع في مركز مناظرة الهجرة وتعلقها بالاقتصاد.
يخشى السكان الأصليون أن يغير المهاجرون من ثقافة الأمة. تُعرّف الثقافة في علم الاجتماع بأنها «مجموعة المعتقدات والتقاليد والممارسات». تلك الرؤية القائلة إن الثقافة غير المادية للمهاجرين (القيم والمعتقدات والسلوكيات والأعراف الاجتماعية) ستطغى على الثقافة السائدة وتقلل من حظوة الثقافة الأصلية. من الأمثلة على هذا السيناريو، الخوف المستمر من أن الهجرة في الولايات المتحدة ستؤدي إلى انحسار اللغة الإنجليزية. ينظِّر الصراع الاجتماعي بأن التنافس للحفاظ على اللغة الإنجليزية لتكون اللغة «الرسمية» في الولايات المتحدة سيستمر وستتصاعد حدته بتزايد الهجرة للولايات المتحدة.